# ブレイアー

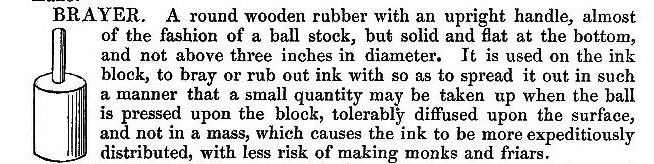
ウィリアム・サヴェージの印刷術辞典における「ブレイアー」の定義と図解。（1841年、91ページ）。

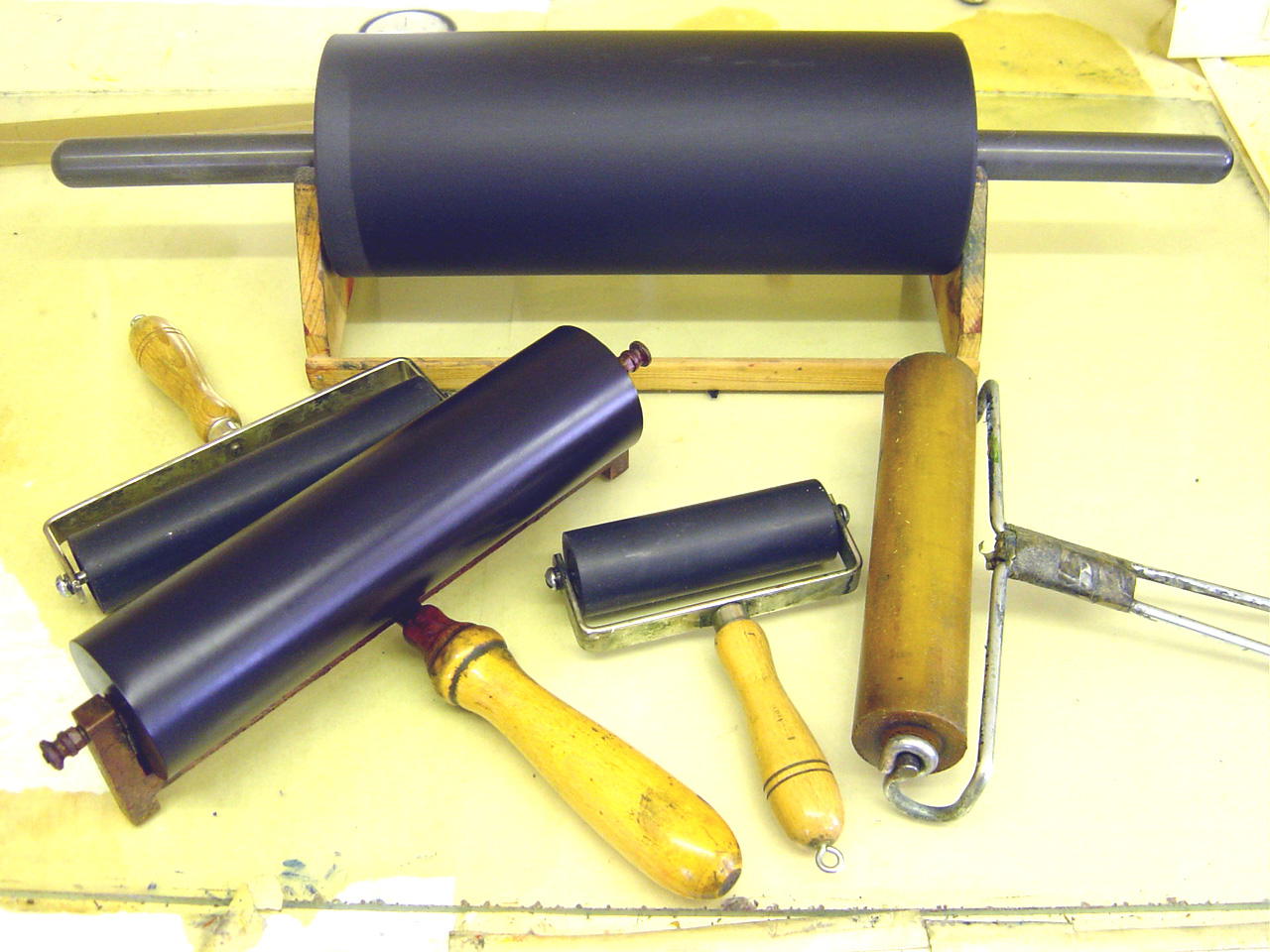
さまざまなハンドローラー（ブレイアー）。

ブレイアー（ぶれいあー、英語: Brayer）は、ハンドローラーの一種でブレイアーローラー、版画ローラーとも呼ばれる。
インキボールやコンポジションローラーを使用して「叩く」前に、インクをこすり取る（英語: rub out）または、広げる（英語: spread）ために、印刷や版画製作において歴史的に使用されてきた手工具。この言葉は、動詞から「ほぐす」に由来する。
これは、「すり鉢のように、砕く、叩く、または小さく挽く」という意味である。ブレイアーは、一端にハンドルが取り付けられた短い木製のシリンダーで構成され、もう一方の平らな端は、インクをこするために使用される。19世紀後半、この用語は米国で「インクテーブルにインクを広げ、印刷機に接続された分配プレートまたはローラーに適用するために使用される」小型のハンドローラーに適用されている。
このような小さなローラーは、少なくとも1912年頃から「ブレイアー」として販売され、20世紀後半に、この用語は米国であらゆる種類とサイズのハンドローラーに使用された。それはヨーロッパでその本来の意味を保持している。

## 材料
本来の意味でのブレイアーは一般的に木製である（ただし、サウスワードは、「木またはガラス」でできていることを指す）。
その後、ローラーは、組成物、加硫ゴム、スポンジ、アクリル、ポリウレタン、または革で作られ、それらはシャフトまたはコアの周りに形成され、多くの場合、木製ハンドルに取り付けられている。
大型のローラーでは、両手で使用できるように2つのハンドルが付いている場合があり、一部のローラーでは全金属製も存在する（重いローラーを制御し、場合によっては追加の圧力を加える）。

## プロセス
プリンターは、インクナイフを使用して、元々磨かれた金属または石で作られた滑らかなインクプレート上にインクの「パッド」、マウンド、またはストリークを配置。次に、インクボールまたはローラーで叩くのに十分なほど滑らかになるまで、インクをブレイアーでこする。現代の版画では、市販のインクは滑らかで柔らかく、圧延する前に編む必要がないことがよくある（したがって、より壊れやすいガラスシートをインクプレートとして使用できる）。ローラーは、インクの均一な層を生成するために、表面を体系的に通過する。次に、ローラーをフォーム、ブロック、石またはプレートに適用して、インクを中程度の圧力で印刷面またはオフセット基板に転写する次の段階の前に、インクが隆起領域または受容領域に均一に転写されるようにする。

## 用途
ブレイアーは、歴史的な再構成の場合や、プリンターが独自のインクを使用し、ブレイアーを使用せずに広げるには厚すぎる場合を除いて、現代の印刷や版画でインクを広げるために使用されることはめったにない。ローラーは主にレリーフ印刷に使用され、レザーローラーはほとんどリソグラフィーでのみ使用され、スポンジローラーはペイント、スクラップブッキング、その他のクラフトアプリケーションにのみ使用さる。